# 1492 Pictures
1492 Pictures är ett amerikanskt filmproduktionsbolag som grundades av Chris Columbus 1995.

## Produktioner
- 1995 – Nio månader
- 1996 – Klappjakten
- 1998 – Vid din sida
- 1999 – 200-årsmannen
- 2001 – Harry Potter och de vises sten
- 2001 – Monkeybone
- 2002 – Harry Potter och Hemligheternas kammare
- 2004 – Harry Potter och fången från Azkaban
- 2004 – Julfritt
- 2005 – Fantastic Four
- 2005 – Rent
- 2006 – Natt på museet
- 2007 – Fantastic Four: Rise of the Silver Surfer
- 2009 – I Love You, Beth Cooper
- 2009 – Natt på museet 2
- 2010 – Percy Jackson och kampen om åskviggen
- 2011 – Niceville
- 2013 – Percy Jackson och monsterhavet
- 2014 – Natt på museet: Gravkammarens hemlighet
- 2015 – Pixels